# Талицкий заказник
Талицкий заказник — биологический заказник, расположенный в Маслянинском районе Новосибирской области.

## Предназначение
1. Сохранение природных комплексов Салаирского кряжа в естественном состоянии.
2. Сохранение, воспроизводство и восстановление природных ресурсов, обогащение сопредельных хозяйственно-используемых территорий.
3. Охрана воспроизводственных ареалов лося, косули, медведя, сурка, речного бобра, выдры, зайца, тетеревиных птиц, поселение барсука, других видов диких животных.
4. Охрана местообитания редких и исчезающих видов животных.
5.Поддержание необходимого экологического баланса и стабильности функционирования экосистем.
Площадь: 59 703 га

## Границы заказника
Северная: от точки пересечения автотрассы Черепаново — Маслянино с административной границей Черепановского района и по этой автотрассе в восточном направлении через с. Пеньково, пгт Маслянино, с. Мамоново до д. Малая Томка.
Восточная: от д. Малая Томка по автодороге до д. Дресвянка, далее вниз по течению р. Дресвянка (по её левому берегу) до административной границы Алтайского края.
Южная: по административной границе Алтайского края в западном направлении до р. Боровлянка.
Западная: от точки пересечения границей Алтайского края р. Боровлянка на север по этой границе до административной границы Черепановского района и далее по ней на север до пересечения её с автотрассой Черепаново — Маслянино, то есть до исходной точки.

## Описание
Год основания: 1968
Срок действия: бессрочно
Постановление: № 724 от 30.12.1968.
Продления: № 593 от 27.09.1979, № 277 от 18.07.1990, № 190 от 22.01.2001.
Рельеф заказника неоднороден и представляет собой волнистую, сильно расчлененную подгорную равнину с абсолютными высотами 250—325 м. Западная часть — всхолмлённая и сильно расчленённая оврагами и реками равнина, восточная — предгорье, переходящие в Салаирский кряж.
Почвы заказника, главным образом, серые и тёмно-серые подзолистые. По склонам увалов, необлесённых балок — смытые почвы. По доньям балок и плоским широким участкам речных долин формируются лугово-чернозёмные, а в местах с большим увлажнением — лугово-болотные почвы.
Гидрография: речная сеть заказника хорошо развита и принадлежит правому берегу Оби. Она характеризуется весенним половодьем, продолжающимся 40-45 дней, высший уровень которого приходится на конец апреля: средние 4,5 м, максимальные 5,4 м. Летне-осенняя межень на реках заказника устанавливается в начале июля.
Наиболее крупным водотоком, протекающим по территории заказника, является р. Боровлянка. Болота занимают 2 % территории.
Климат: заказник входит в холодную зону со значительным увлажнением. Средняя годовая температура воздуха минус 1,3 градуса. Среднегодовые и среднемесячные температуры здесь всегда ниже, чем во всех районах Восточной зоны. Холодный период составляет 181 день. Преобладающее направление ветров южное с частым повторением юго-западного и западного. Годовое количество осадков — 410—420 мм.
Растительность: по лесорастительному районированию Западной Сибири (Крылов, 1958) территория заказника расположена в двух зонах: зоне остепенённых лесов и зоне осиново-пихтовых высокотравных (черневых) лесов. Основными лесообразующими породами является осина (23,8 %), береза (17,01 %), сосна (16.16 %), и пихта. В подлеске преобладают различные виды ив, акация, шиповник, черемуха, рябина, калина, малина, красная смородина. Хорошо развит подрост осины и пихты. Облесенность территории заказника составляет 57,17 %.
Растительный покров в черневых лесах представлен высокотравьем с участием в травянистом ярусе реликтовых видов широколиственных лесов (папоротник, чистец, ясменник, копытень и др.). Высота травянистого покрова местами достигает 1,5 — 2,0 метра.
На территории заказника расположены два памятника природы регионального значения «Петеневские ельники»: местоположение 540 19, 58.8" N 840 12, 57.6"Е, площадь 589 га; «Елбанские ельники»: местоположение 540 23, 24" N 840 17, 24"Е, площадь 689 га.

## Растения
По лесорастительному районированию Западной Сибири территория заказника расположена в двух зонах: зона остепнённых лесов и зоне осиново-пихтовых высокотравных (черневых) лесов. Основными лесообразующими породами является осина, береза, сосна, пихта. В подлеске обитают различные виды ив, акация, шиповник, черемуха, рябина, калина, смородина. Хорошо развит подрост осины и пихты.
Растительный покров в черневых лесах представлен высокотравьем с участием в травянистом ярусе реликтовых видов широколиственных лесов (папоротники, чистец, ясменник, копытень и другие) Высота травянистого покрова местами достигает 1.5-2.0 м.
Лесные луга, образовавшиеся на месте вырубок, имеют гутой и высокий травостой, который образован лесными и лугово-лесными видами растений.
В западной части заказника — предгорная лесостепь с остепнёнными лугами, состав которых образуют вейник шилоцветный, тимофеевка степная, овес пушистый, чина гороховидная, вика и др.
Водная и околоводная растительность состоит в основном из рдестов, урути, осок, тростника, камыша озерного, рогоза узколистного и широколистного.
Мозаичность угодий, когда лесные массивы чередуются с участками лугов, создает хорошие кормовые и защитные условия для большинства видов животных.
Среди растений имеются виды, занесённые в Красную книгу Новосибирской области:
1. Копытень европейский — Asarum europaeum L. Растет в кустарниковых прибрежных зарослях, в пихтовых лесах. 2(V) Уязвимый вид. Реликт неморального комплекса третичного времени	
2. Колокольчик крапиволистный — Campanula trachelium L. Произрастает в лиственных лесах, зарослях кустарников, на лугах в восточной части района. Редкий вид. В Сибири реликт третичного периода.	
3. Сердечник горький — Cardamine amara L. Растет по берегам ключей с чистой водой, под пологом кустарников.	2(V)уязвимый вид.
4. Кандык сибирский — Erythronium sibiricum (Fisch. et Mey.) Kryl. Обитает в хвойных и лиственных лесах, на лесных опушках.	2(V) уязвимый вид, алтае-саянский эндемик. Реликт третичных широколиственных лесов	
5. Венерин башмачок крупноцветковый — Cypripedium macranthon Sw. Растет в лиственных и смешанных лесах, на лесных лугах.	3(R) — редкий вид.
6. Венерин башмачок настоящий — Cypripedium calceolus L. Растет в светлых лиственных и смешанных лесах, на опушках, нередко в местах с избыточнфым увлажнением. 3(R) — редкий вид.
7. Гнездовка настоящая — Neottia nidus-avis (L.) Rich. Предпочитает тенистые хвойные и смешанные леса. 1 (Е) — находящийся под угрозой исчезновения.
8. Надбородник безлистный — Epipogium aphyllum Sw. Растет в тенистых смешанных и хвойных лесах, обычно на рыхлой, богатой гумусом почве с мощной лесной подстилкой.1 (Е) — находящийся под угрозой исчезновения.
9. Пальцекорник Руссова — Dactylorhiza russovii (Klinge) Holub. Растет как на открытых сфагновых, так и на болотах переходного и низинного типа. С повышенным минеральным питанием. 1 (Е) — находящийся под угрозой исчезновения	
10. Тайник сердцевидный — Listera cordata (L.) R. Br. Встречается в пихтово-еловых лесах. 2 (V)- уязвимый вид.
11. Ятрышник шлемоносный — Orchis militaris L. Произрастает в разреженных смешанных лесах, на болотах и влажных пойменных лугах.	3(R) — редкий вид.
12. Гроздовник многораздельный — Botrychium multifidum (S.G. Gmel.) Rupr. Растение нижних ярусов мелкотравных лесных лугов, разреженных сосновых и смешанных лесов	1 (Е) — находящийся под угрозой исчезновения.
13. Баранец обыкновенный — Huperzia selago (L.) Bernh. ex Schrank et Mart. Растет во влажных хвойных, пихтово-осиновых и пихтовых лесах	2 (V)- уязвимый вид.

## Животный мир
На территории заказника имеются участки черневой тайги и лесостепи, поэтому на территории заказника имеются виды, обитающие как в таёжной, так и лесостепной зоне Западной Сибири.

### Класс млекопитающие
1. Прудовая ночница Myotis dasycneme — оседлый, редок, Красная книга НСО, III категория*, внесен в международный список редких и исчезающих животных
2. Водяная ночница — оседлый, редок
3. Северный кажанок — оседлый, редок
4. Двухцветный кожан — оседлый, редок	
5. Рыжая вечерница — оседлый, редок
6. Ушан — оседлый, редок	
7. Волк — заходы, редок	
8. Медведь — оседлый, редок
9. Рысь — оседлый, редок	
10. Выдра речная Lutra lutra — оседлый, редок, Красная книга НСО*, III категория, номинантный подвид включен в Красный список со статусом NE (неопределенный).
11. Косуля — оседлый, обычен, лицензионен
12. Лось — оседлый, обычен, лицензионен	
13. Домовая мышь — оседлый, редок
14. Полевая мышь — оседлый, редок
15. Мышь-малютка — оседлый, редок
16. Серая крыса — оседлый, редок	
17. Водяная полёвка — оседлый, редок	
18. Рыжая полёвка — оседлый, редок
19. Обыкновенный хомяк — оседлый, редок
20. Обыкновенная слепушонка — оседлый, редок
21. Обыкновенная полевка — оседлый, редок	
22. Ондатра — оседлый, редок
23. Обыкновенный хомяк — оседлый, редок

### Класс пресмыкающиеся
24. Гадюка обыкновенная — оседлый, редок	

### Класс птицы
25. Чёрный аист Ciconia nigra — гнездящийся, редок, Красная книга РФ и НСО*, II категория	
26. Луток — пролётный, редок
27. Большой крохаль — пролётный, редок	
28. Беркут Aquila chrysaetos — гнездящийся, редок, Красная книга НСО*, II категория
29. Большой подорлик Aquila clanga — пролетный, редок, Красная книга НСО*, III категория
30. Мохноногий канюк — пролетный, редок	
31. Обыкновенный канюк — гнездящийся, редок	
32. Ястреб-тетеревятник — пролётный, редок	
33. Ястреб-перепелятник — пролётный, редок
34. Луговой лунь Circus pygargus — гнездящийся, редок, Красная книга НСО* IV категория	
35. Полевой лунь — гнездящийся,	редок	
36. Степной лунь Circus macrourus — редок, Красная книга НСО* III категория. Включён в Красный список МСОП со статусом LR\nt (проблемный вид, близкий к уязвимым)	
37. Сапсан Falco peregrinus, — гнездящийся, редок, Красная книга НСО*, III категория
38. Балобан Falco cherrug — гнездящийся, редок, Красная книга НСО**, III категория	
39. Чеглок — гнездящийся, редок	
40. Кобчик Falco vespertinus — гнездящийся,	обычен, Красная книга НСО*, III категория	
41. Погоныш обыкновенный Porzana porzana — гнездящийся,	редок, Красная книга НСО* *, IV категория	
42. Коростель — гнездящийся, редок
43. Поручейник Tringa stagnatilis — гнездящийся, редок, Красная книга НСО* *, IV категория
44. Дупель — пролётный,	редок
45. Гаршнеп — пролётный, редок
46. Травник — пролётный, редок
47. Глухая кукушка — гнездящийся, редок
48. Белая сова или полярная сова Bubo scandiacus — пролётный, редок, Красная книга НСО*, III категория	
49. Сплюшка — гнездящийся, редок
50. Ястребиная сова — пролётный, редок
51. Филин Bubo bubo — гнездящийся, редок, Красн. кн. РФ и НСО *, II категория	
52. Обыкновенный козодой — пролётный, редок
53. Обыкновенный зимородок — гнездящийся, редок
54. Удод Upupa epops — гнездящийся, редок, Красная книга НСО**, IV категория	
55. Трехпалый дятел — гнездящийся, редок
56. Вертишейка — гнездящийся, редок
57. Желна — гнездящийся, редок
58. Жаворонок белокрылый Melanocorypha leucoptera — гнездящийся, редок, Красная книга НСО*, III категория
59. Чёрный жаворонок — пролётный, редок
60. Сойка — пролётный, редок
61. Белая лазоревка — гнездящийся, редок
62. Ремез — гнездящийся, редок
63. Серая мухоловка — пролётный, редок
64. Пестрый дрозд — пролётный, редок
65. Белобровник — гнездящийся, редок
66. Обыкновенная каменка — гнездящийся, редок
67. Луговой чекан — гнездящийся, редок
68. Черноголовый чекан — гнездящийся, редок
69. Соловей-красношейка — пролётный, редок
70. Синехвостка — пролётный, редок
71. Синий соловей — пролётный, редок
72. Пеночка-весничка — гнездящийся, редок
73. Камышевка вертлявая Acrocephalus paludicola — гнездящийся, обычен, Красная книга НСО*, I категория	
74. Камышевка барсучек — гнездящийся, редок
75. Бормотушка — гнездящийся, редок
76. Славка ястребиная Sylvia nisoria — гнездящийся, редок, Красная книга НСО*, III категория	
77. Полевой конек — гнездящийся, редок
78. Сорокопут серый или большой (Lanius excubitor) — пролётный,	обычен, Красн. кн. РФ и НСО*, IV категория	
79. Сорокопут жулан — гнездящийся, редок
80. Дубровник Emberiza aureola — гнездящийся, обычен, Красная книга НСО**, II категория	
81. Обыкновенная чечевица — гнездящийся, редок
82. Юрок — гнездящийся, редок
83. Дубонос — гнездящийся, редок

### Класс насекомых
Насекомые, занесённые в Красную Книгу РФ, возможно, находятся на территории заказника.

#### Отряд стрекозы
84. Длинка сибирская — встречается только на р. Иня и Бердь, III категория.
85. Дедка пятноглазый — встречается только на р. Иня и Бердь, III категория. Повсеместно редкий вид, обычен
86. Японодедка поточная — встречается только на р. Иня и Бердь,	III категория.
87. Белоноска белолобая — встречается в лесных ландшафтах в долинах р. Обь и по её притокам в том числе р. Бердь. III категория. В восточной части ареала редкий вид.

#### Отряд жестокрылые или жуки
88. Агонум укороченный (подствольный) — приток р. Бердь, III категория. Редкий вид	
89. Краснокрыл малый — в НСО встречается редко в районе Салаирского кряжа, III категория. Редкий лесной вид	

#### Отряд чешуекрылые или бабочки
90. Шашечница Штанделя — обитает на востоке НСО, в Маслянинском районе между посёлками Маслянино и Суенга, III категория. Редкий вид, представленный эндемичным для западной Сибири подвидом.	
91. Перламутровка непарная реликтовая — известен с Салаирского кряжа, с р. Полдневая, окрестностей с. Петени в Маслянинском районе.	II категория. Заслуживает охраны как узколокальный вид, популяции которого могут исчезнуть в результате нарушения местообитаний.
92. Чернушка циклоп Erebia cyclopia (Eversmann, 1844) — на границе Маслянинского и Тогучинского района, по правому берегу р. Ик в 2 км выше Новососедова Искитимского района. II категория. Заслуживает охраны как узколокальный вид, популяции которого могут исчезнуть в результате нарушения местообитаний.	
93. Голубянка орион — долина р. Полдневая близ горы Марьина (Маслянинский р-н).	III категория. Локально распространенный редкий вид, находящийся под угрозой исчезновения.	
94. Голубянка ниция — окрестности пос. Елбань Маслянинского района.	III категория. Локально распространенный редкий вид.

## Природоохранные мероприятия
1.	Апрель-Май — охрана глухариный токов
2.	Июль — август — охрана норников: сурка и барсука
3.	Октябрь — декабрь — охрана местообитания лося
4.	Декабрь — февраль — охрана мест концентрации косули
5.	Декабрь — март — охрана местообитания выдры
6.	Разведение дикуши
На территории заказника проводятся следующие виды учётов:
•	Учёт глухаря и тетерева на токах (апрель — май)
•	Учёт барсука, сурка (май)
•	Маршрутный учёт боровой дичи, полевой дичи по выводкам (июнь-июль)
•	Учёт хищных птиц 9кобчика, пустельги, филина, сов и др.
•	Учёт видов, нуждающихся в особой охране.
•	Учёт других видов проводится в октябре-ноябре, с выпадением снега
Видовые биотехнические мероприятия для животных:
Для ЛОСЕЙ — устройство искусственных солонцов, подрубка осины, ивы, омоложение ивняков.
Для КОСУЛЬ — устройство кормовых полей (подсолнечник, кукуруза, высокостебельные травы), вывешивание веников, заполнение кормушек сеном и концентрированным кормом, устройство искусственных солонцов.
Для ЗАЙЦА БЕЛЯКА подрубка осин, выкладка порубочных остатков, устройство кормовых полей.
Для БОБРОВ — посадка и омоложение ивовых кустарников, в зимний период в местах выхода зверей укладывают кучи ветвей осины и ивы.
Для СЕРОЙ КУРОПАТКИ — устройство укрытий в комплексе с подкормочными площадками.
Для БЕЛОЙ КУРОПАТКИ — увеличение площадей кустарника. В осенний период птицы охотно посещают кормовые поля.
Для ТЕТЕРЕВА — закладка кормовых полей (горохово-овсяной смесью в виде снопов), устройство галечников.
Для ГЛУХАРЯ — закладка кормовых полей (горохово-овсяной смесью в виде снопов)